# 곰바구
곰바구(Gomba)는 우간다의 구로 행정 중심지는 카노니이며 면적은 1,679.3km2, 인구는 152,800명(2012년 기준)이다. 행정 구역상으로는 중부주에 속한다. 서쪽과 북쪽으로는 무벤데구, 북동쪽으로는 미티아나구, 동쪽으로는 부탐발라구, 남쪽으로는 칼룽구구, 부코만심비구, 셈바불레구와 접한다.

## 같이 보기
- 음피기구
- 부탐발라구
- 중부주 (우간다)
- 우간다의 행정 구역